# Демидівська волость (Полтавський повіт)
Демидівська волость — адміністративно-територіальна одиниця Полтавського повіту Полтавської губернії з центром у селі Демидівка.
Станом на 1885 рік складалася з 16 поселень, 18 сільських громад. Населення — 5265 осіб (2540 осіб чоловічої статі та 2725 — жіночої), 738 дворових господарств.
|                     | Площа, десятин | У тому числі орної, дес. |
| ------------------- | -------------- | ------------------------ |
| Сільських громад    | 3694           | 3026                     |
| Приватної власності | 7485           | 5285                     |
| Іншої власності     | 33             | 20                       |
| Загалом             | 11212          | 8331                     |

Основне поселення волості:
- Демидівка — колишнє власницьке село при річці Голтва за 27 верст від повітового міста, 1286 осіб, 212 дворів, православна церква, школа, 2 постоялих будинки, 2 ярмарки на рік. За 4 версти — винокурний завод.

Старшинами волості були:
- 1900—1904 роках селянин Василь Романович Антоненко[2],[3],[4];
- 1906 року селянин Прокіп Драний[5];
- 1907—1913 роках козак Данило Омельницький[6],[7]
- 1915—1916 роках Ігнат Карпович Гудзенко[8],[9].